# Juan Fernández Pacheco
Juan Fernández Pacheco (c.1350-c.1430), João Fernandes Pacheco en portugués, fue un ricohombre de Portugal donde fue noveno señor de Ferreira de Aves y Penela, alcaide del castillo de Celorico da Beira, alcalde de Santarén y guarda mayor del rey Juan I de Portugal. Tras su paso a Castilla, fue señor de Belmonte por concesión de Enrique III de Castilla el 16 de mayo de 1398. Formó parte, junto con su hermano Lope (Lopo), del grupo de caballeros denominado Los doce de Inglaterra, de carácter legendario.

## Biografía

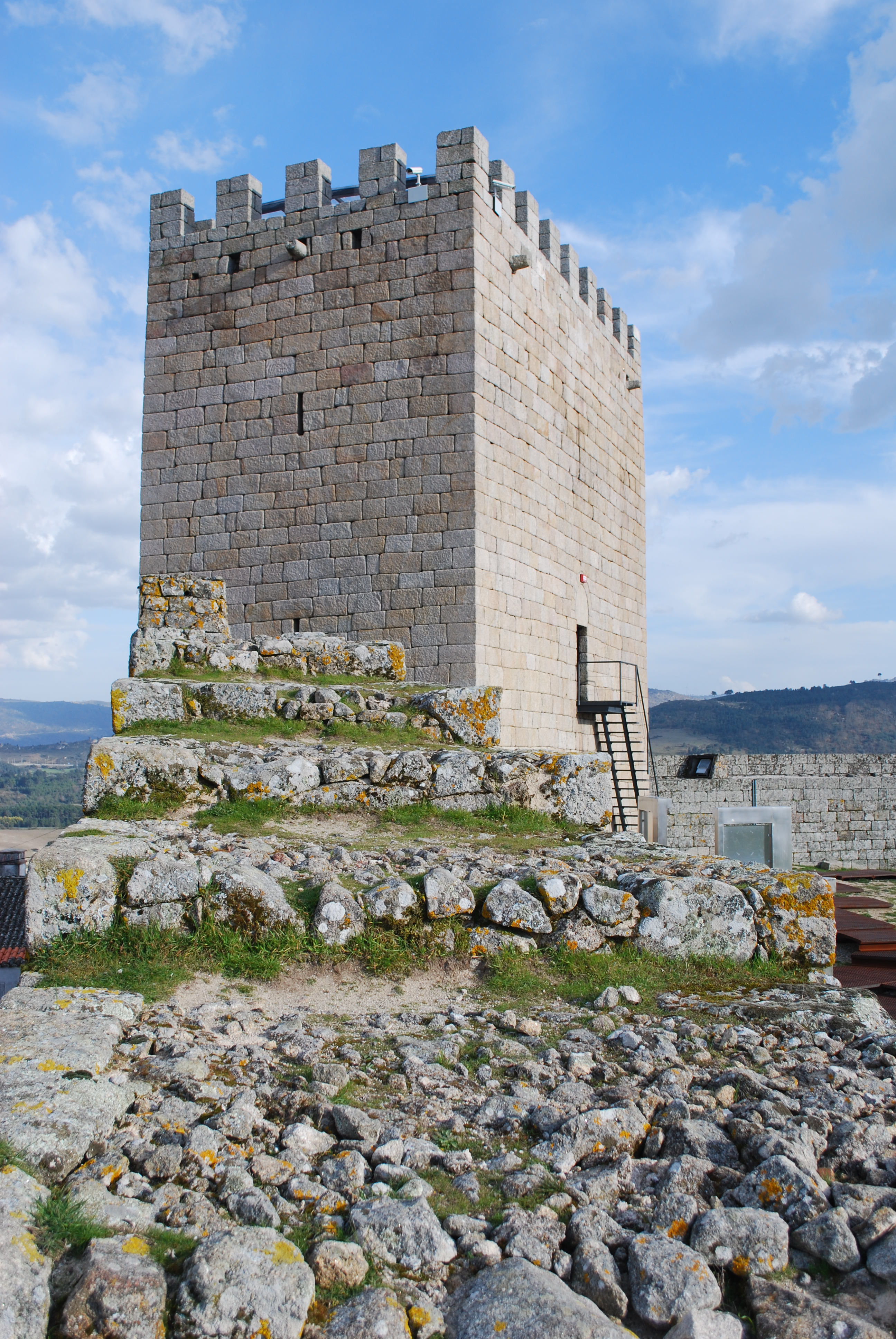
Castillo de Celorico da Beira (Portugal,)

Era hijo del noble portugués Diego López Pacheco y abuelo materno de los hermanos Juan Pacheco y Pedro Girón. El abuelo paterno de Diego, Lope Fernández Pacheco, había tenido un importante papel en el reino como valido de Alfonso IV y de Pedro I de Portugal.
Fue el principal informante del cronista francés Jean Froissart en la parte de sus Crónicas referida a la guerra entre Castilla y Portugal.
Hacia el final de la primavera de 1385, los suburbios de Trancoso fueron saqueados por las tropas castellanas de Juan I de Castilla en su camino hacia Viseu. Cuando regresaban con el botín, fue a combatirlos el alcalde de Trancoso, Gonçalo Vasques Coutinho, con las fuerzas del Alcaide del castillo de Linhares, Martim Vasques da Cunha y del Castillo de Celorico, Juan Fernández Pacheco, luchando la batalla de Trancoso, que pierden los castellanos. Entre las fuerzas de los portugueses se encontraban también los nobles Gil Vasques da Cunha y Egas Coelho.
El desacuerdo con el condestable portugués Nuno Álvares Pereira supuso su arraigo definitivo en Castilla. En 1396 cambió de bando y apoyó sin éxito la causa de la restauración de Dionisio de Portugal, que promovía Enrique III de Castilla. A consecuencia de ello pierde definitivamente sus derechos sobre los territorios tradicionales de la familia en Portugal y recibe junto con su hermano varios señoríos y donaciones reales, entre las que destaca Belmonte. Esta situación se daría también en otros nobles portugueses emparentados con ellos, como los Pimentel, que recibieron el condado de Benavente y los Acuña (Buendía y Valencia de Don Juan).
La villa de Belmonte se resistiría a su cesión al noble portugués, alegando privilegios de Pedro I, de modo que en septiembre de 1398 el rey hubo de hacer intervenir al adelantado de Murcia para forzar su reconocimiento.
En 1410 participó en la campaña de Granada, en apoyo del infante Fernando I de Aragón, aportando seiscientos caballeros y dos mil peones, que tuvo como resultado la toma de Antequera.
En 1415 fundó en Belmonte el Hospital de San Andrés por bula de Benedicto XIII para «curar enfermos pobres y hospedar peregrinos».
Aunque durante el Golpe de Tordesillas apoyó inicialmente a los infantes de Aragón, poco después del fracaso del conde Dávalos se pasó junto con su yerno y cincuenta lanzas al bando del rey Juan II que representaba Álvaro de Luna.

## Matrimonio, descendencia y sucesores
Casó en 1394, el mismo año en que falleció su padre, con Inés Téllez de Meneses, hija del conde de Neiva Gonzalo Téllez de Meneses y nieta de Martín Alfonso Téllez de Meneses y por tanto sobrina de la reina Leonor Téllez de Meneses. De este matrimonio nacería una única hija:
- María Pacheco, contrajo matrimonio con Alfonso Téllez Girón y Vázquez de Acuña.

Tuvo otra hija bastarda, Beatriz Pacheco, nacida en Castilla; se desconoce el nombre de la madre. Algunos historiadores sospechan que Inés, la esposa de Juan Fernández Pacheco no habría acompañado a éste en su exilio castellano, lo que explicaría esta segunda relación.
En 1425 traspasa el señorío de Belmonte a su hija y heredera María Pacheco. El señorío y otras tierras compradas con las rentas de este rico señorío se constituyó en 1429 como mayorazgo, para su primogénito, Juan Pacheco, que había nacido en 1419 y fue paje de Álvaro de Luna, y que estaba destinado a convertirse en el noble más relevante del reinado de Enrique IV de Castilla. El hermano de Juan, Pedro Girón nació en 1423 y heredaría el señorío de Belmonte, y obtendría por concesión de Enrique IV, el señorío de Osuna, entre otros muchos; Pedro ostentó el maestrazgo de la Orden de Calatrava. 
Por su parte Beatriz Pacheco casaba con Rodrigo Rodríguez de Avilés, señor de Santiago de la Torre; era miembro de una familia relevante de la localidad de Alarcón, próxima a Belmonte y había recibido el señorío en 1404 por donación del concejo, como agradecimiento por los servicios prestados al rey para la reincorporación del marquesado de Villena a la corona. En 1444 compran el señorío de Minaya, un pequeño territorio en Alarcón, gracias al apoyo de su sobrino Juan Pacheco. Su vinculación familiar con el marqués de Villena y sus descendientes favoreció el ascenso social de esta rama de la familia gracias a unos excelentes matrimonios para sus hijos con familias como los Alarcón o los Tibaxa de Cuenca, de donde surgirían los marqueses de Moya. Así María de Aviles casa con Pedro López de Tibuxa, alcalde de Cuenca y Rodrigo Pacheco de Avilés con Catalina Ruiz de Alarcón (1462), mientras que Teresa Rodríguez de Avilés se casa con el adelantado de Murcia, Alfonso Yáñez Fajardo I, origen de la casa de los Vélez y de los marqueses de San Leonardo.
Otros miembros de la misma familia Pacheco, con el mismo o parecido nombre son algunos de sus descendientes:
- Juan Fernández Pacheco y Téllez Girón (Juan Pacheco) (1419-1474).
- Juan Francisco Pacheco Téllez-Girón (1649-1718).
- Juan Manuel Fernández Pacheco (1650-1725).

## Fallecimiento y sepultura

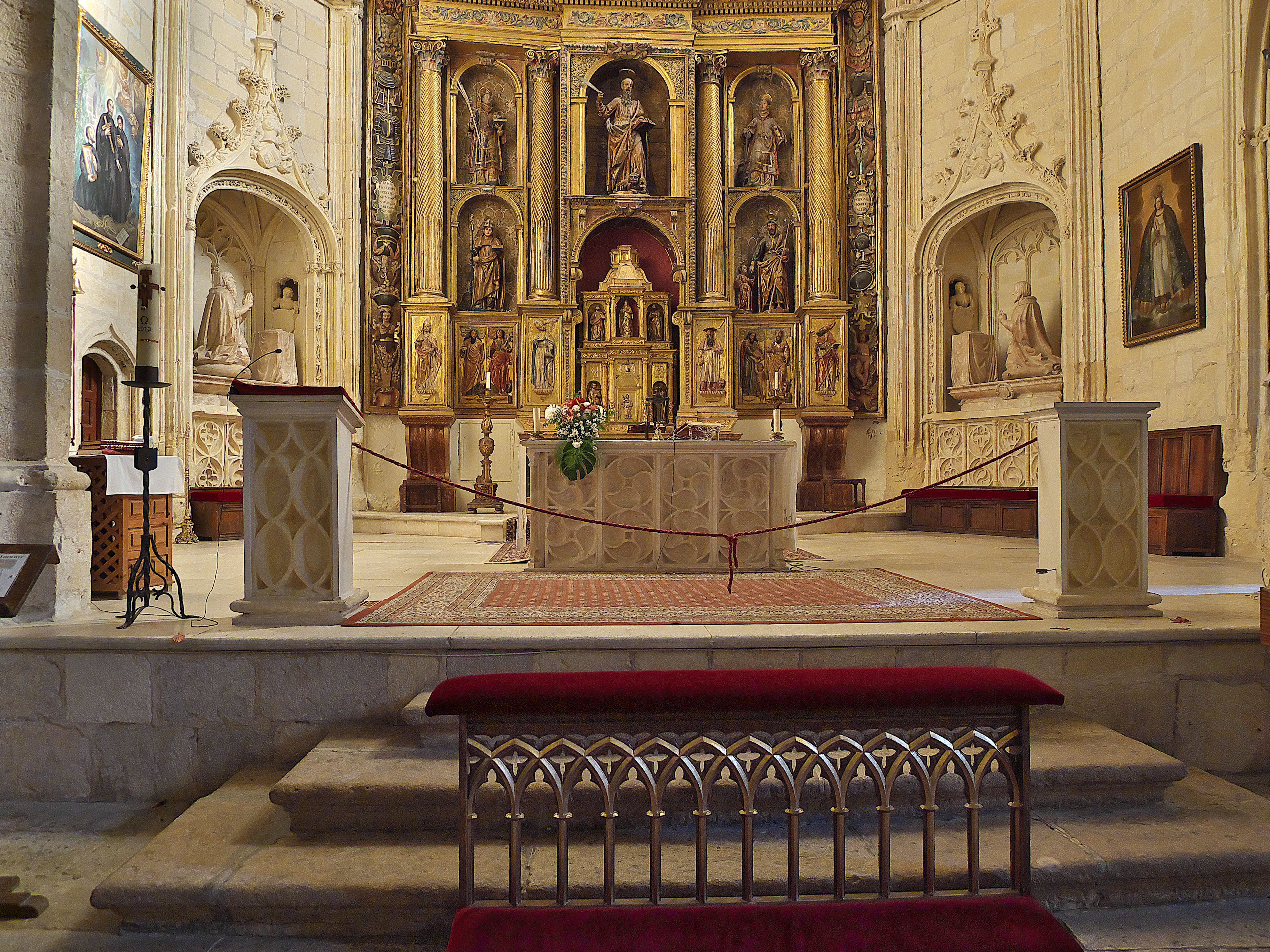
Presbiterio de la Colegiata de San Bartolomé

- Falleció entre 1430 y 1440, está enterrado junto a su esposa Inés Téllez de Meneses en la Iglesia colegial de Belmonte. En esta misma iglesia se encuentran las sepulturas de su primogénita María Pacheco, y del marido de esta, Alfonso Téllez Girón y Vázquez de Acuña.

## Curiosidades
- Él y su hermano Lope son referidos entre los miembros del legendario grupo de caballeros denominado Los doce de Inglaterra.